# Nagaré (Logobou)
Pour les articles homonymes, voir Nagaré.
Nagaré est une commune rurale située dans le département de Logobou de la province de la Tapoa dans la région de l'Est au Burkina Faso.

## Santé et éducation
Nagaré accueille un centre de santé et de promotion sociale (CSPS).